# Hadsar-Fort

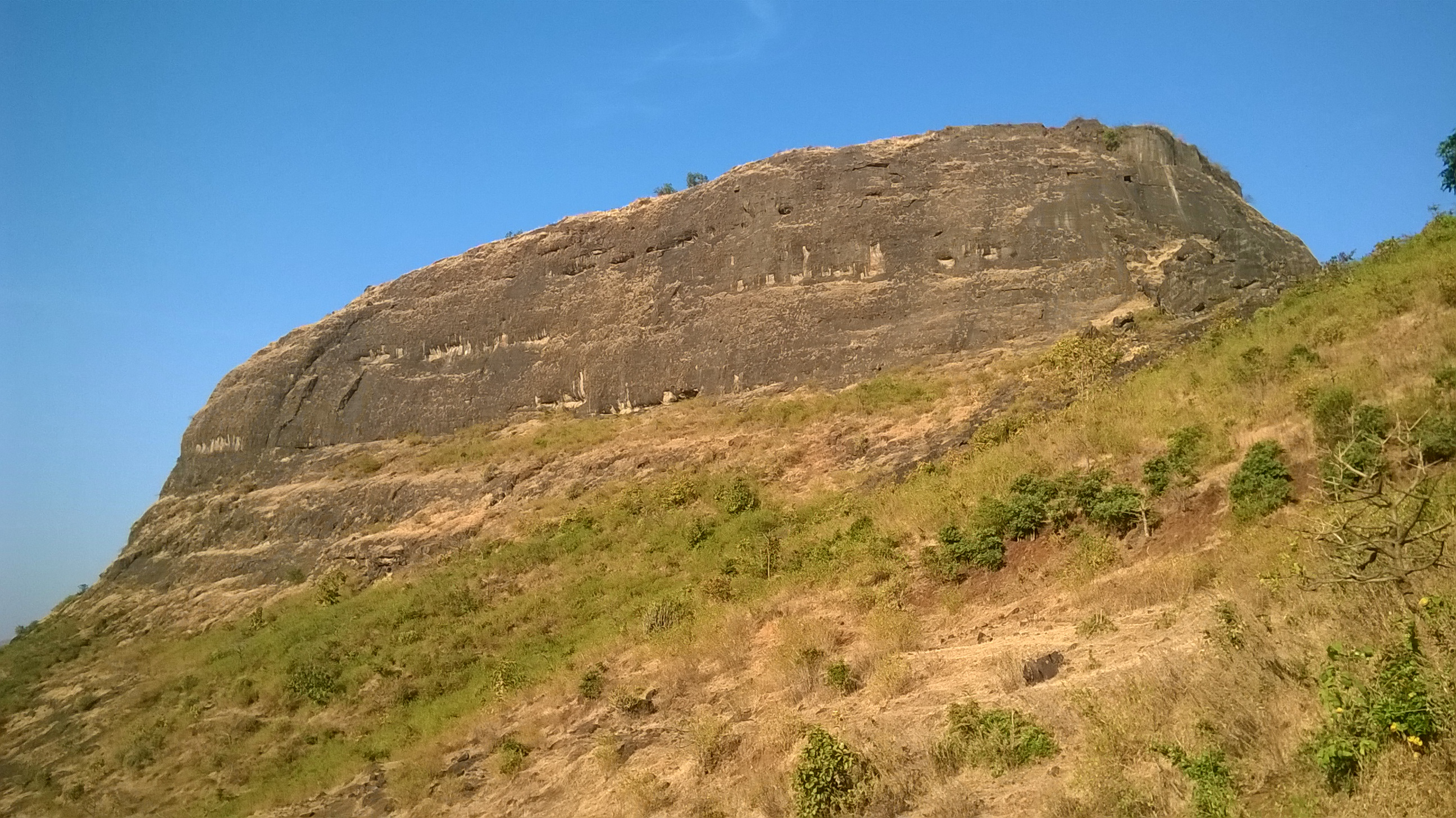
Hadsar-Fort

Das Hadsar-Fort (Marathi हडसर) ist eine mittelalterliche Bergfestung (fort) im indischen Bundesstaat Maharashtra.

## Lage

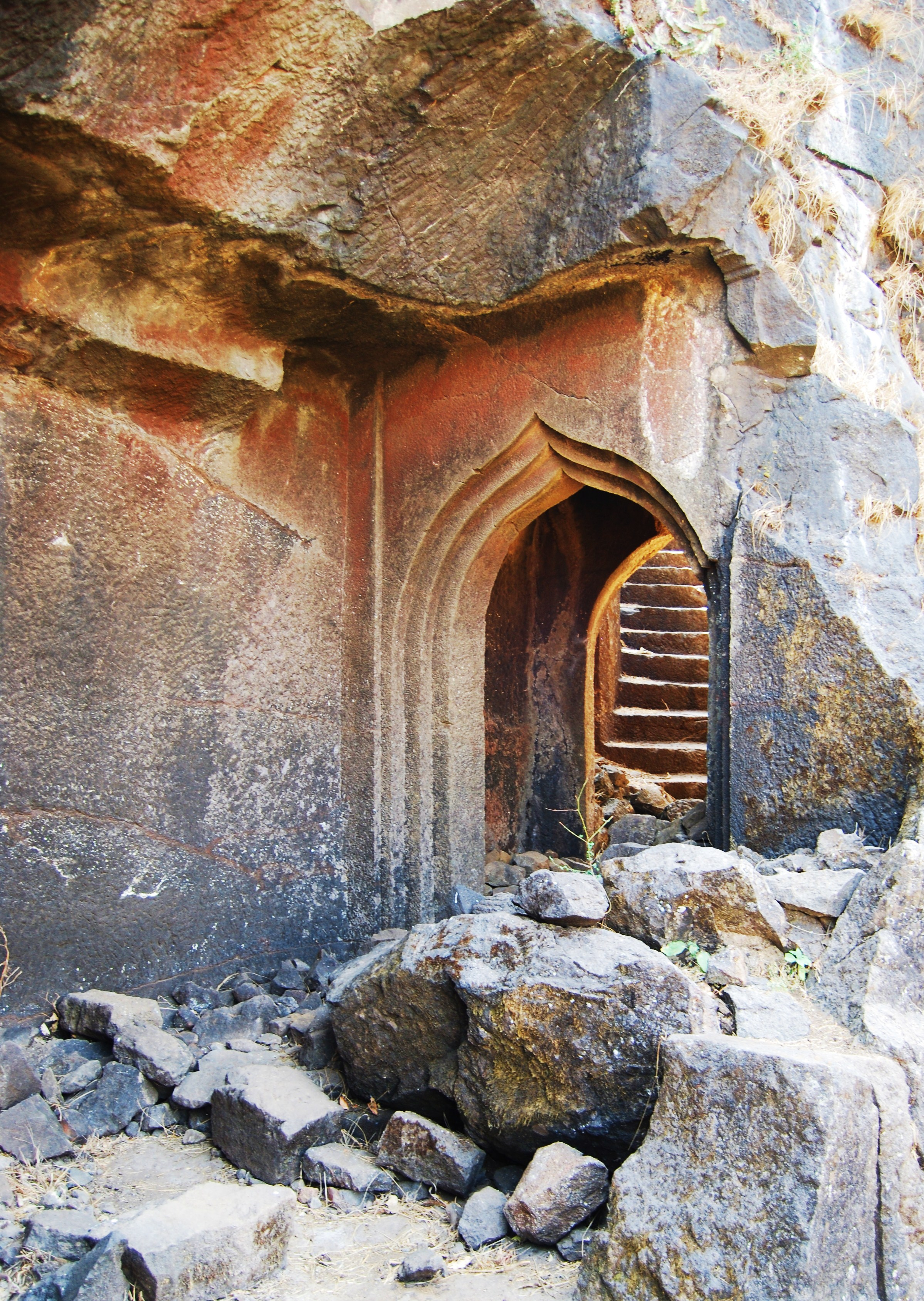
Felsportal und -treppe

Das knapp 1000 m hoch gelegene Hadsar-Fort befindet sich auf einer monolithischen Felskuppe ungefähr 14 km nordwestlich der Stadt Junnar; es liegt ca. 150 km (Fahrtstrecke) östlich von Mumbai, gut 100 km nördlich von Pune, 160 km südlich von Nashik und ca. 125 km westlich von Ahmednagar.

## Geschichte
Die lokale Überlieferung datiert das Fort in die Shatavahana-Zeit (etwa 230 v. Chr. bis um 220 n. Chr.); es diente wahrscheinlich zur Kontrolle und Sicherung eines Handelswegs. Im Jahr 1665 wurde es in einem Vertrag zwischen dem Mogulreich und dem Marathenführer Shivaji erwähnt. Im Jahr 1818 wurde es von den Briten übernommen, die es jedoch kaum nutzten.

## Architektur
Das Fort und sein Zugang sind einschließlich der beiden Portale aus dem monolithischen Fels herausgehauen. Auf dem Berggipfel steht ein schlichter Mahadev-/Shivatempel; ein Zisternenbecken ist aus dem Fels gehauen.

## Skulpturen
Im Kernbereich des Forts fehlen Skulpturen, doch in der Umgebung befinden sich einige Steinreliefs – darunter eine Hanuman-Figur.